# St. Elisabeth (Altenkessel)

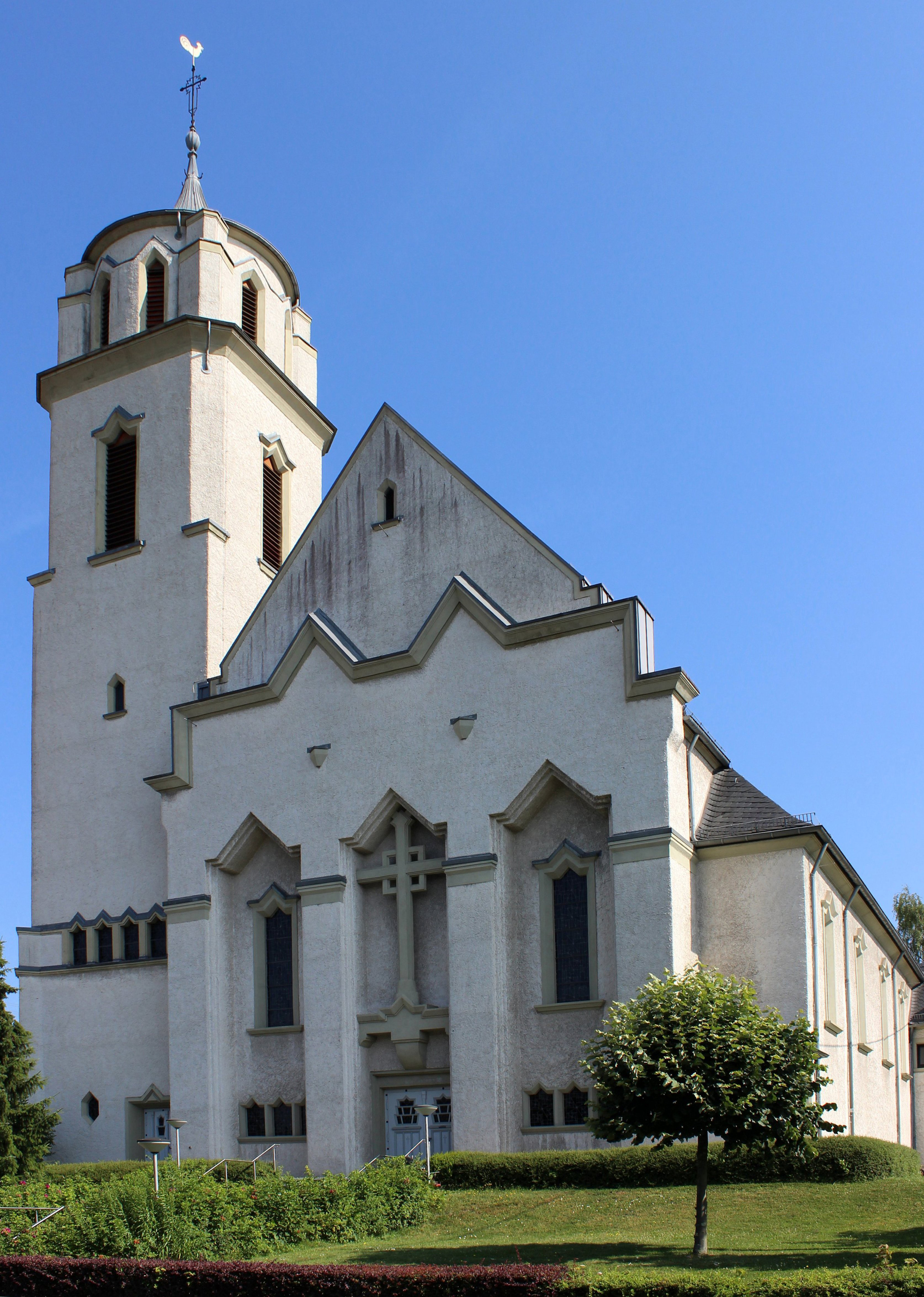
Pfarrkirche St. Elisabeth in Saarbrücken-Altenkessel

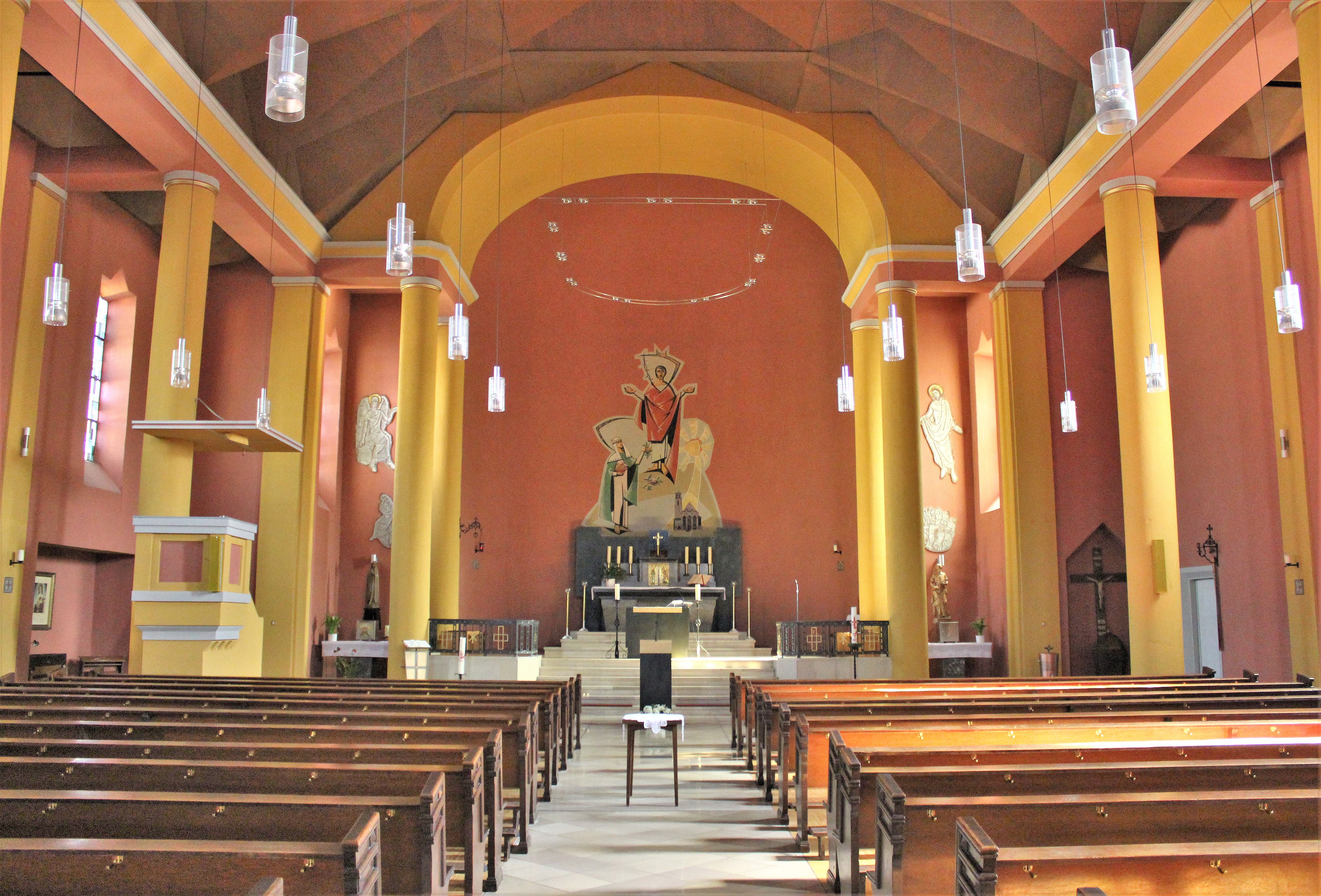
Blick ins Innere der Kirche

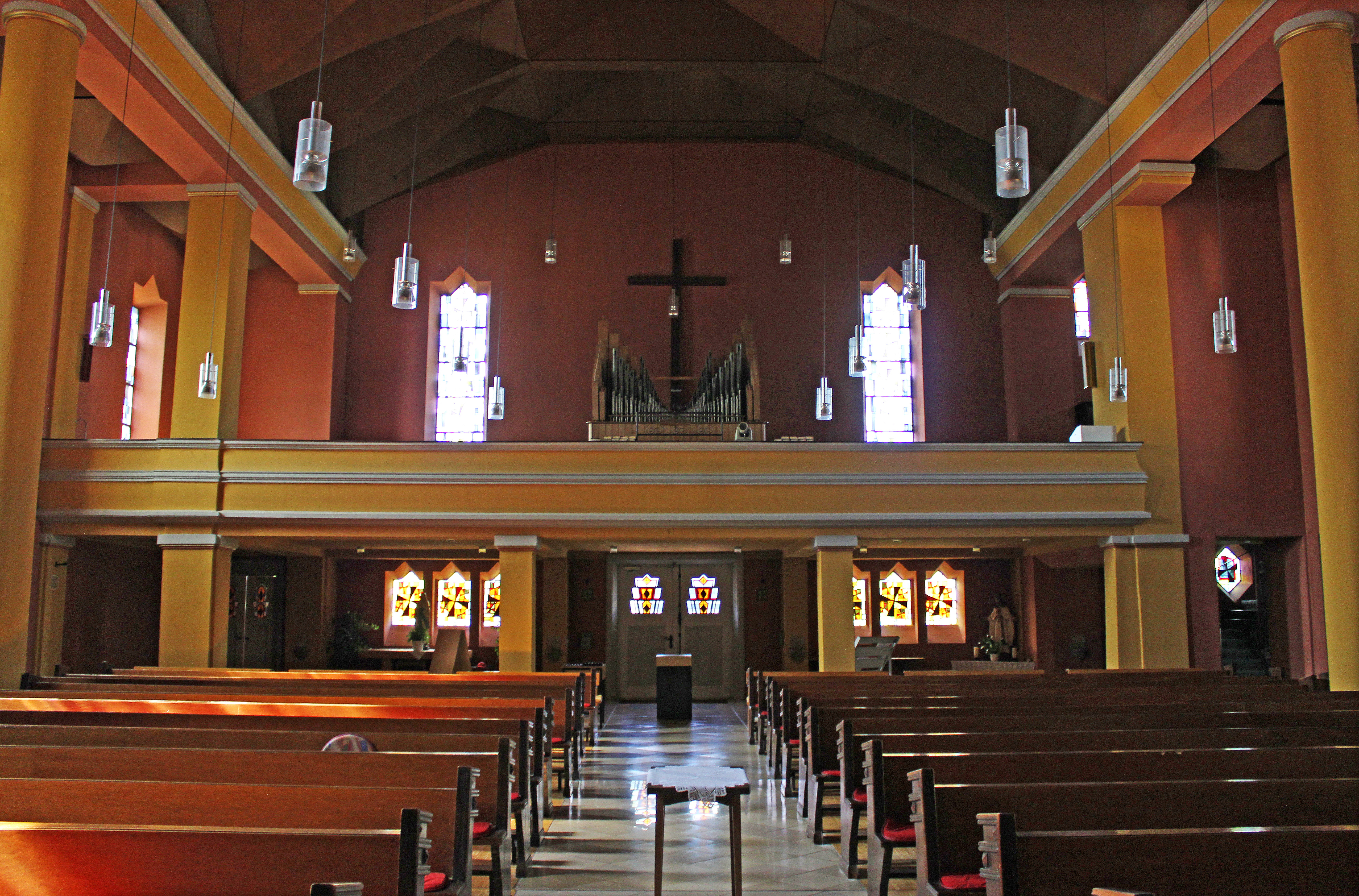
Blick zur Orgelempore

Die Kirche St. Elisabeth ist eine römisch-katholische Kirche in Rockershausen, das zu Altenkessel, einem Stadtteil der saarländischen Landeshauptstadt Saarbrücken, gehört. Sie trägt das Patrozinium der heiligen Elisabeth von Thüringen. In der Denkmalliste des Saarlandes ist die Kirche als Einzeldenkmal aufgeführt.

## Gemeinde
Die Pfarrei St. Elisabeth bildete mit der Nachbarpfarrei St. Johannes Baptista in Altenkessel eine Pfarreiengemeinschaft im Dekanat Saarbrücken (Bistum Trier). Mit Wirkung zum 1. Januar 2013 wurden die beiden Pfarreien zur Pfarrei und Kirchengemeinde St. Nikolaus mit der Pfarrkirche St. Johannes Baptista zusammengeschlossen. Mit der Pfarrei St. Barbara Klarenthal bildet sie die Pfarreiengemeinschaft Altenkessel.

## Geschichte
Die Kirche wurde von 1928 bis 1929 nach einem Entwurf der Architektengemeinschaft Ludwig Becker und Anton Falkowski (Mainz) errichtet. Die örtliche Bauleitung übte Dipl.-Ing. Peters (Nalbach) aus.
Im Jahr 1954 wurde die Kirche einer Restaurierung unterzogen. 2007 kam es zu Restaurierungsmaßnahmen im Innenraum.

## Architektur und Ausstattung
Bei dem Kirchengebäude handelt es sich um eine Hallenkirche in expressionistischer Formensprache. Der Innenraum des Langhauses wird durch Säulen in ein breites Mittelschiff und zwei schmale Seitenschiffe gegliedert. Nördlich an das Langhaus schließt sich der Chorraum mit halbrunder Apsis an. Der Turm der Kirche ist westlich im Bereich der Südfassade an das Kirchenschiff angebaut.
Zur Ausstattung der Kirche gehört das große Altarbild in Sgraffito-Technik an der Rückwand des Chorraums, das das Rosenwunder der heiligen Elisabeth darstellt. Geschaffen wurde es von Kunstmaler und Restaurator Arnold Mrziglod (Tholey).
Weitere Ausstattungsgegenstände sind die 1954 angefertigten Fenster. Sie ersetzten die ursprünglichen, im Zweiten Weltkrieg zerstörten Fenster, die Motive aus dem Leben Jesu und der heiligen Elisabeth zeigten. Rechts und links des Altars befinden sich zwei Wandgemälde mit Auferstehungsszenarien. Der Kreuzweg der Kirche ist in schlichter figürlicher Darstellung gehalten.

## Orgel
Die Orgel der Kirche wurde Ende der 1950er Jahre von Anton Schwenk für das Münchner Kolping-Haus erbaut, welches sich mitten in der Innenstadt in der Nähe des Stachus befindet. Um ca. 1988 wurde die Orgel abgebaut und bei der Münchner Orgelbaufirma Wilhelm Stöberl eingelagert, der sie um ca. 1990 an die Kirchengemeinde St. Elisabeth Altenkessel verkaufte. Das auf einer Empore aufgestellte Instrument verfügt über sechs Register, verteilt auf ein Manual und Pedal. Es handelt sich um das einzige bekannte Instrument von Anton Schwenk mit mechanischen Trakturen, wobei allerdings die Spiel- und Registertraktur des Subbass pneumatisch ist. Die Disposition lautet wie folgt:
| I Manual C–g3 |            |       |
| 1.            | Gedackt    | 8′    |
| 2.            | Spitzflöte | 8′    |
| 3.            | Principal  | 8′    |
| 4.            | Waldflöte  | 4′    |
| 5.            | Zimbel II  | 2 ⁄3′ |

| Pedal C–f1 |         |     |
| 6.         | Subbass | 16′ |

- Koppeln: I/P

## Glocken
Wie für die Ev. Kirche Altenkessel so goss im Jahr 1954 die Saarlouiser Glockengießerei in Saarlouis-Fraulautern, die von Karl (III) Otto von der Glockengießerei Otto in Bremen-Hemelingen und dem Saarländer Aloys Riewer 1953 gegründet worden war, für die St.-Elisabeth-Kirche Altenkessel zwei Bronzeglocken mit den Schlagtönen: e' – a'.